# Ewa Kozień
Ewa Kozień – polska ekonomistka, doktor habilitowany nauk społecznych, profesor na Uniwersytecie Ekonomicznym w Krakowie, specjalistka od przedsiębiorczości, zarządzania, zarządzania projektami oraz zarządzania rozwojem.

## Kariera naukowa
W 1989 roku została zatrudniona na Uniwersytecie Ekonomicznym w Krakowie, gdzie w 1997 roku na jego  Wydziale Ekonomii i Stosunków Międzynarodowych uzyskała stopień doktora nauk ekonomicznych na podstawie rozprawy pt. Diagnozowanie rozwoju przedsiębiorstwa dla potrzeb zarządzania strategicznego, której promotorem był Józef Machaczka. W 2019 roku ta sama uczelnia nadała jej stopień doktora habilitowanego nauk społecznych na podstawie pracy pt. Ocena sprawności realizacji projektów.